# Occidental Petroleum
Occidental Petroleum Corporation est une entreprise pétrolière et gazière américaine opérant aux États-Unis, au Moyen-Orient, en Afrique du Nord et en Amérique du Sud.

## Historique
Surnommée Oxy d'après son code au New York Stock Exchange, l'entreprise a été fondée en 1920 et est basée à Los Angeles. Elle est devenue le quatrième groupe le plus important du secteur du pétrole et du gaz des États-Unis sur la base de la capitalisation boursière. Oxy est le premier producteur de pétrole au Texas et le plus grand producteur de gaz naturel en Californie. Une de ses filiales, OxyChem, fabrique et commercialise des produits chimiques. Armand Hammer fut l'un de ses dirigeants.
En février 2014, Occidental Petroleum annonce la scission de ses activités en Californie, le recentrage sur ses activités chimiques et le déplacement de son siège social de Los Angeles à Houston au Texas.
En avril 2019, après une première offre d'Occidental, Chevron annonce l'acquisition la compagnie pétrolière américaine Anadarko pour 33 milliards de dollars. Le même mois, Occidental Petroleum renchérit sur Anadarko avec une offre de 38 milliards de dollars, avant de remporter cette acquisition, il est cependant contraint de vendre les activités d'Anadarko en Afrique à Total,.
En octobre 2020, Occidental Petroleum annonce la vente de ses activités en Colombie, comprenant des participations minoritaires dans des champs d'hydrocarbures exploités par Ecopetrol, la compagnie pétrolière étatique colombienne, pour 825 millions de dollars au fonds d'investissement Carlyle Group.
En décembre 2023, Occidental Petroleum annonce l'acquisition pour 12 milliards de dollars de CrownRock, entreprise pétrolière présente dans le bassin permien.

### Lobbying
Selon le Center for Responsive Politics, les dépenses de lobbying d'Occidental Petroleum aux États-Unis s'élèvent en 2017 à 5 250 000 dollars.

## Responsabilité environnementale

### Condamnation
Occidental Petroleum est condamnée solidairement avec Dow Chemical et la Shell Oil Company Corporate en 2012 au Nicaragua à indemniser les victimes d'une contamination au pesticide DBCP (dibromichloropropane). L'entreprise ayant cependant retiré ses actifs du pays, le jugement n'a pas été exécuté. En novembre 2018, une procédure d'exequatur auprès du tribunal de grande instance de Paris est lancée pour tenter de contraindre les trois entreprises à verser les indemnités dues,.

### Émission de gaz à effet de serre
En 2017, l'entreprise Occidental Petroleum est identifiée par l'ONG Carbon Disclosure Project comme la huitième entreprise privée émettant le plus de gaz à effets de serre dans le monde.